# 何者 〜十年十色〜
『何者 〜十年十色〜』は、2023年7月5日にB ZONEから発売された新山詩織の4枚目のアルバム。

## 概要
フォトブックレット付きの通常盤とDVD付きの“10th Anniversary盤”が用意され、DVDには昨年12月に行われたデビュー10周年の記念ライブから抜粋した9曲の映像が収められる。本作を引っ提げて、アルバム発売日の7月5日に過去作品がサブスクリプションサービスで一挙配信される。

## 収録曲
全曲　作詞・作曲：新山詩織（特記以外）
1. 何者
編曲：大島こうすけ
2. Spotlight
編曲：黄勝日
3. 夜の魔法
編曲：管梓
4. あなたに
編曲：大島こうすけ
5. Hate you
編曲：黄勝日、原島遼平
6. Keep me by your side
編曲：森光奏太
7. 約束
編曲：森光奏太
8. Free（feat. 山崎あおい）
作詞：山崎あおい　編曲：小野塚晃
9. I can’t tell you（feat. 和久井沙良）
編曲：和久井沙良

## レコーディング参加
- 森光奏太（dawgss） - ベース[1][2]
- 上原俊亮（dawgss） - ドラム[1][2]
- 管梓（エイプリルブルー） - ギター[1][2]
- 村岡佑樹（エイプリルブルー） - ベース[1][2]
- 松原“マツキチ”寛 - ドラム[1][2]
- 山崎慶 - ドラム[1][2]
- 二家本亮介 - ベース[1][2]
- イシイトモキ - ギター[1][2]